# Aspidosiphon planoscutatus
Aspidosiphon planoscutatus är en stjärnmaskart som beskrevs av Murina 1968. Aspidosiphon planoscutatus ingår i släktet Aspidosiphon och familjen Aspidosiphonidae. Inga underarter finns listade i Catalogue of Life.